# Luís Montenegro
Luís Montenegro (Oporto, 16 de febrero de 1973) es un empresario y político portugués. Desde el 2 de abril de 2024 es el primer ministro de Portugal y el presidente del Partido Social Demócrata. Después de ser derrotado por Rui Rio en las elecciones de liderazgo de su partido de 2020, ganó contra Jorge Moreira da Silva en 2022 y se convirtió en presidente del PSD. Bajo su liderazgo, el PSD llegó a un acuerdo con el partido CDS-PP y formó la Alianza Democrática de centroderecha antes de las elecciones parlamentarias de Portugal de 2024. La Alianza Democrática obtuvo la mayor cantidad de escaños en las elecciones, con 80, dos más que el Partido Socialista. Fue nombrado primer ministro por el presidente Marcelo Rebelo de Sousa, encabezando el XXIV Gobierno Constitucional, un gobierno minoritario de coalición que acabaría con una moción de censura en marzo de 2025.

## Biografía
Luís Filipe Montenegro Cardoso de Morais Esteves nació en Oporto en 1973. Licenciado en Derecho por la Universidad Católica Portuguesa y posgrado en Derecho de Protección de Datos Personales por la misma universidad, se dedicó a los negocios familiares.
Luís Montenegro es también Presidente de la Junta General de dos grandes empresas: Rádio Popular y grupo Ferpinta.

### Carrera política
Fue miembro y presidente de la Asamblea Municipal y Concejal en el Ayuntamiento de Espinho, y ejerció como diputado en la Asamblea Metropolitana de Oporto.
En la Asamblea de la República ha sido miembro de varias comisiones parlamentarias, miembro de la Delegación portuguesa en la Asamblea Parlamentaria de la OTAN.
En 2011 fue elegido presidente del grupo parlamentario del PSD tras la victoria del partido liderado por Pedro Passos Coelho en las elecciones legislativas de 2011.
En octubre de 2015, volvió a ser elegido líder del grupo parlamentario, tras la victoria de la coalición Portugal à Frente (PSD-CDS) en las elecciones legislativas de 2015, aunque no lograron la elección de suficientes diputados para formar una mayoría parlamentaria.
En enero de 2020 se postuló a la dirección del PSD, contra el entonces presidente Rui Rio y contra Miguel Pinto Luz. Logró llevar las elecciones a una segunda vuelta sin precedentes, ya que ninguno de los candidatos obtuvo más del 50 % de los votos. En la segunda vuelta, fue derrotado por Rui Rio, por sólo 2 mil votos.
Después del mal resultado del PSD en las elecciones legislativas de 2022, el entonces líder Rui Rio anunció que dejaría el partido y que se celebrarían elecciones para elegir un nuevo presidente. Montenegro anunció su candidatura el 6 de abril de 2022, en la sede del Partido. Poco más de 2 semanas después, otro candidato ingresó a la carrera, el exministro Jorge Moreira da Silva.
Las elecciones tuvieron lugar el 28 de mayo de 2022, siendo electo líder del partido con una victoria aplastante sobre Jorge Moreira da Silva.

### Presidente del Partido Social Demócrata
En septiembre de 2022  lanzó el proyecto «Sentir Portugal» para pasar una semana de cada mes en un distrito del país.
La dirección de Montenegro logró unir al Partido, que tras la salida de Pedro Passos Coelho en 2018, se encontraba en permanentes luchas internas.

El 14 de abril de 2023, Montenegro excluyó en una entrevista de CNN Portugal cualquier acuerdo de gobierno con Chega pronunciándose sobre el tema por primera vez en 9 meses. De nuevo el 26 de abril en el Consejo Nacional del Partido dijo:
Nosotros en el PSD nunca hemos gobernado, ni gobernaremos, ni con el apoyo de la extrema izquierda ni con el apoyo de la extrema derecha.

### Primer ministro de Portugal
Montenegro prestó juramento como primer ministro de Portugal, encabezando el XXIV Gobierno Constitucional, el 2 de abril de 2024 en una ceremonia en el Palacio Nacional de Ajuda en Lisboa.
Antes de asumir el cargo, Montenegro prometió gobernar con un gobierno minoritario en lugar de formar una coalición con el creciente partido populista de derecha Chega, y condenó a su líder André Ventura como "xenófobo, racista, populista y excesivamente demagógico".
En febrero de 2025, el partido Chega presentó una moción de censura en el Parlamento contra el Primer Ministro por conflicto de intereses. El periódico Correio da Manhã había informado de que la empresa familiar de Luis Montenegro, Spinumviva, «podría beneficiarse de la modificación de la ley del suelo aprobada por el Gobierno» y que, como el Primer Ministro «está casado con el principal socio de la empresa», esto le colocaría «en una situación de potencial conflicto de intereses». Los partidos de izquierda y centro-izquierda han decidido no sumarse a la moción de censura presentada por el partido de extrema derecha, pero han pedido "transparencia" al Primer Ministro.

## Vida privada
Luís Montenegro está casado y tiene dos hijos.
Medios de comunicación del país revelaron en 2012 que en 2008, Montenegro había sido admitido en una logia masónica llamada logia Mozart. En 2019 negó que fuera masón.